# Туримах
Туримах (на старогръцки: Θουρίμαχος, Thurimachos; на латински: Thurimachus) в гръцката митология е цар на Сикион през 19 век пр.н.е. след баща му Айгидрос (Егир).
Той е внук на Телксион. След него на трона го наследява синът му Левкип, който има дъщеря Калхиния, майка на Перат от Посейдон.